# Hans Dorfner
Hans Dorfner (Nittendorf, 3 luglio 1965) è un ex calciatore tedesco, di ruolo centrocampista.

## Carriera

### Club
Cresciuto nelle giovanili del Bayern Monaco, ad inizio carriera ha vissuto una parentesi di due anni (tra il 1984 e il 1986) in prestito al Norimberga, club con cui ha vinto un campionato di seconda divisione, ottenendo l'immediata promozione in massima serie dopo la retrocessione al termine della stagione 1983/1984.
Ha giocato dal 1985 al 1991 per il Bayern Monaco, con cui ha vinto tre campionati tedeschi.
Ha disputato gli ultimi tre anni di carriera (tra il 1991 e 1994) di nuovo nel Norimberga.

### Nazionali
Vanta cinque presenze con l'Under-18 tedesco occidentale e tre con la selezione Under-21.
Tra il 1987 e il 1989 ha totalizzato 7 presenze con la nazionale tedesca. Ha esordito il 12 agosto 1987 giocando titolare l'amichevole disputata contro la Francia. Il 6 settembre 1989 ha siglato la sua unica rete con la maglia tedesca, nel corso dell'amichevole contro l'Irlanda.

## Statistiche

### Cronologia presenze e reti in nazionale
| Cronologia completa delle presenze e delle reti in nazionale ― Germania Ovest | Cronologia completa delle presenze e delle reti in nazionale ― Germania Ovest | Cronologia completa delle presenze e delle reti in nazionale ― Germania Ovest | Cronologia completa delle presenze e delle reti in nazionale ― Germania Ovest | Cronologia completa delle presenze e delle reti in nazionale ― Germania Ovest | Cronologia completa delle presenze e delle reti in nazionale ― Germania Ovest | Cronologia completa delle presenze e delle reti in nazionale ― Germania Ovest | Cronologia completa delle presenze e delle reti in nazionale ― Germania Ovest |
| Data                                                                          | Città                                                                         | In casa                                                                       | Risultato                                                                     | Ospiti                                                                        | Competizione                                                                  | Reti                                                                          | Note                                                                          |
| ----------------------------------------------------------------------------- | ----------------------------------------------------------------------------- | ----------------------------------------------------------------------------- | ----------------------------------------------------------------------------- | ----------------------------------------------------------------------------- | ----------------------------------------------------------------------------- | ----------------------------------------------------------------------------- | ----------------------------------------------------------------------------- |
| 12-8-1987                                                                     | Berlino Ovest                                                                 | Germania Ovest                                                                | 2 – 1                                                                         | Francia                                                                       | Amichevole                                                                    | -                                                                             |                                                                               |
| 9-9-1987                                                                      | Düsseldorf                                                                    | Germania Ovest                                                                | 3 – 1                                                                         | Inghilterra                                                                   | Amichevole                                                                    | -                                                                             |                                                                               |
| 14-10-1987                                                                    | Gelsenkirchen                                                                 | Germania Ovest                                                                | 1 – 1                                                                         | Svezia                                                                        | Amichevole                                                                    | -                                                                             |                                                                               |
| 27-4-1988                                                                     | Kaiserslautern                                                                | Germania Ovest                                                                | 1 – 0                                                                         | Svizzera                                                                      | Amichevole                                                                    | -                                                                             | 80’                                                                           |
| 4-6-1988                                                                      | Brema                                                                         | Germania Ovest                                                                | 1 – 1                                                                         | Jugoslavia                                                                    | Amichevole                                                                    | -                                                                             | 31’                                                                           |
| 6-9-1989                                                                      | Dublino                                                                       | Irlanda                                                                       | 1 – 1                                                                         | Germania Ovest                                                                | Amichevole                                                                    | 1                                                                             | 75’                                                                           |
| 15-11-1989                                                                    | Colonia                                                                       | Germania Ovest                                                                | 2 – 1                                                                         | Galles                                                                        | Qual. Mondiali 1990                                                           | -                                                                             |                                                                               |
| Totale                                                                        |                                                                               | Presenze                                                                      | 7                                                                             |                                                                               | Reti                                                                          | 1                                                                             |                                                                               |

## Palmarès

### Club

#### Competizioni nazionali
- Campionato tedesco di seconda divisione: 1

Norimberga: 1984-1985
- Campionato tedesco: 3

Bayern Monaco: 1986-1987, 1988-1989, 1989-1990.
- Supercoppa di Germania: 1

Bayern Monaco: 1987